# DEFA Kinobox 1987/56
DEFA Kinobox 1987/56 ist ein Filmmagazin des DEFA-Studios für Dokumentarfilme, das im Jahr 1987 anlässlich des Stadtjubiläums 750 Jahre Berlin produziert wurde.

## Handlung

### 1. Sujet
Zu Beginn werden einige Schwarzweißfilm-Sequenzen vom Anfang des 20. Jahrhunderts gezeigt, auf denen der Berliner Boulevard Unter den Linden zu sehen ist, dazu ertönt das Lied Berliner Luft mit Gesang und Orchesterbegleitung. Doch es geht in dieser Episode nicht um die Prachtstraße, sondern um „Heinrich Zilles Milljöh“. Zitate von Heinrich Zille, vorgetragen von dem Schauspieler Ernst Kahler, erzählen aus seiner Jugendzeit und den Anfängen als Zeichner. Einige dieser Zeichnungen werden gezeigt, nachdem zuvor Fotografien dieses Milieus zu sehen waren. In den Arbeitervierteln Berlins sammelt er die Erfahrungen, die sich in seinen Zeichnungen widerspiegeln. Die Bildunterschriften stellen keinen goldenen Berliner Humor, aber auch keinen bitteren Zynismus dar, wie in den im Film gezeigten Beispielen zu sehen ist. Die Texte sind Ausdruck seiner solidarischen Haltung zu den gezeichneten Menschen. In seinen Bildern ist zu erkennen, was die einfachen Menschen bewegt und worin der Schlüssel für seine Popularität liegt. Als es ihm finanziell besser geht, steckt er auch manchmal einige Geldscheine in einen Umschlag und schickt diesen an bedürftige Leute. Dieser Filmabschnitt endet mit einigen bewegten Aufnahmen, die Heinrich Zille beim Zeichnen zeigen.

### 2. Sujet
Hier geht es um die Altberliner Kneipe Bötzow privat in der Tucholskystraße Ecke Linienstraße in Berlin-Mitte. Zwei an der Theke stehende Schornsteinfeger werden gefragt, was an einer Berliner Kneipe besonders typisch sei und antworten, dass man hier verschiedene Handwerker und Leute treffen, sich mit ihnen unterhalten, am Tresen stehen kann und auch mal eine Bockwurst zum Verzehr im Stehen bekommt. Auch dass das Bier in Tulpen ausgeschenkt wird, macht den Aufenthalt angenehm. Die Kamera zeigt die gut besuchte Gaststätte und eine in der Nähe liegende Wohnungsbaustelle, auf der Bauarbeiter aus dem Norden der DDR arbeiten. Die gehen nach Feierabend gern in diese Kneipe, in der sie willkommen sind und sich wohlfühlen. Dass hier alle sozialen Schichten aufeinandertreffen sieht man auch daran, dass an einem der Tische der Schauspieler Walter Plathe sitzt und sich angeregt unterhält.

### 3. Sujet
Jetzt wird ein Clip mit der Musikgruppe Mona Lise gezeigt, in dem sie ihren Titel Berlin interpretiert. Dabei laufen sie durch den Schnee in der Innenstadt Ost-Berlins zwischen dem Palasthotel und dem Nikolaiviertel, halten sich in verschiedenen Geschäften und Restaurants auf und stehen auf der Bühne.

### 4. Sujet
Dabei handelt es sich um Aufnahmen von vier verschiedenen mechanischen Musikautomaten in Funktion, die zur Abgrenzung der verschiedenen Beiträge dienen.

## Produktion und Veröffentlichung
DEFA Kinobox 1987/56 wurde von der Künstlerischen Arbeitsgruppe Kinobox in der Reihe DEFA Kinobox unter dem Arbeitstitel Kinobox 56 im Jahr 1987 im 35-mm-Format auf ORWO-Color fertiggestellt und hatte seinen Anlauf in den Kinos der DDR am 25. September 1987.